# Asmate partitaria
Asmate partitaria är en fjärilsart som beskrevs av Jacob Hübner. Asmate partitaria ingår i släktet Asmate och familjen mätare. Inga underarter finns listade i Catalogue of Life.